# ناتالي كاستيلو
ناتالي كاستيلو (بالإسبانية: Natalí Castillo)‏ هي مغنية أرجنتينية، ولدت في 17 سبتمبر 1992.